# NGC 3374
NGC 3374 é uma galáxia espiral barrada (SBc) localizada na direcção da constelação de Ursa Major. Possui uma declinação de +43° 11' 10" e uma ascensão recta de 10 horas, 48 minutos e 01,0 segundos.
A galáxia NGC 3374 foi descoberta em 3 de Fevereiro de 1788 por William Herschel.